# Municipio de Rose (condado de Ogemaw)
El municipio de Rose (en inglés: Rose Township) es un municipio ubicado en el condado de Ogemaw en el estado estadounidense de Míchigan. En el año 2010 tenía una población de 1368 habitantes y una densidad poblacional de 9,95 personas por km².

## Geografía
El municipio de Rose se encuentra ubicado en las coordenadas 44°27′23″N 84°5′12″O / 44.45639, -84.08667. Según la Oficina del Censo de los Estados Unidos, el municipio tiene una superficie total de 137.55 km², de la cual 136,9 km² corresponden a tierra firme y (0,47 %) 0,64 km² es agua.

## Demografía
Según el censo de 2010, había 1368 personas residiendo en el municipio de Rose. La densidad de población era de 9,95 hab./km². De los 1368 habitantes, el municipio de Rose estaba compuesto por el 97,44 % blancos, el 0,44 % eran amerindios, el 0,51 % eran asiáticos, el 0,07 % eran isleños del Pacífico, el 0,15 % eran de otras razas y el 1,39 % eran de una mezcla de razas. Del total de la población el 0,66 % eran hispanos o latinos de cualquier raza.